# Polyclonus atratus
Polyclonus atratus – gatunek błonkówki z rodziny Pergidae, jedyny przedstawiciel rodzaju Polyclonus.

## Zasięg występowania
Gatunek ten występuje w Australii.